# Max Skladanowsky

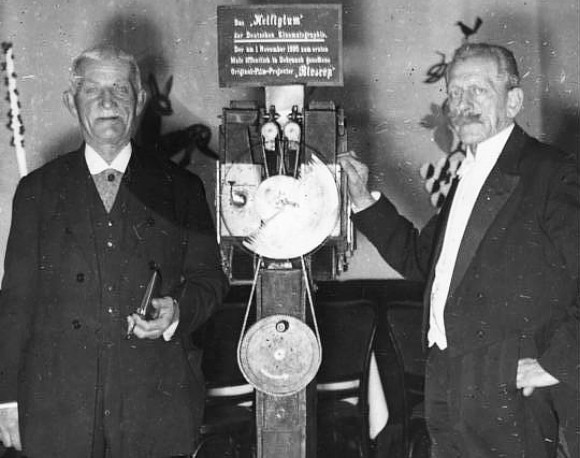
Max (t.h.) och Eugen Skladanowsky 1934 med sin bioskop.

Max Skladanowsky, född 30 april 1863 i Pankow, död 30 november 1939 i Berlin, var en tysk uppfinnare, fotograf och glasmålare samt pionjär inom tysk filmhistoria. Tillsammans med sin bror Emil (1866-1945) uppfann han Tysklands första filmprojektor kallad bioskop med vilken de den 1 november 1895 visade korta filmsekvenser för en betalande publik i Berlin. Det var ungefär ett halvt år efter att Bröderna Lumière presenterade sin kinematograf för offentligheten i Paris, men första gången i Europa framför en betalande publik.

## Biografi

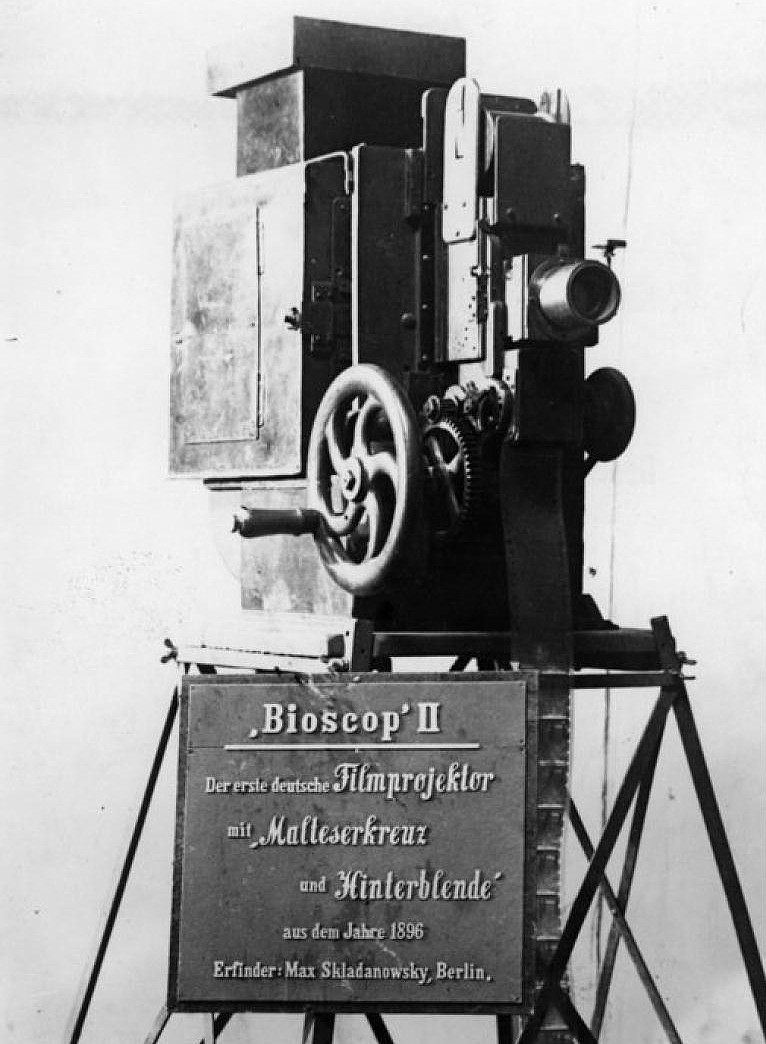
Skladanowskys vidareutveckling "Bioskop II" från 1896.

Max Skladanowsky var son till en stuckatör som senare p.g.a. arbetsbrist blev  glasmästare. Han utbildade sig i fotografi, sedan i glasmålning och slutligen i optik inklusive konstruktion av laterna magica. Sina kunskaper i glasmålning nyttjade han för målning av glasskivor som visades i laterna magican. På 1880-talet gick han på turné tillsammans med sin bror och far för att framföra visningar med laterna magican. På 1890-talet konstruerade han tillsammans med sin bror en ”mobil mekanisk teater” som uppträdde i bland annat i Wien, Budapest och Skandinavien.
År 1894 byggde Max Skladanowsky sin första filmkamera och omkring midsommar 1895 utvecklade bröderna en projektor för rörliga bilder som var en vidareutveckling av laterna magican och som de kallade bioskop. I denna apparat användes en 54 mm filmremsa utan perforering som limmades ihop till en oändlig slinga och slutligen perforeras för hand med en nitpistol. I de första filmupptagningarna uppträdde Max tillsammans med sin äldre bror Eugen (1859-1945), som även skrev några filmmanus.
Premiären för den första filmvisningen med bioskop ägde rum den 1 november 1895 i varieté Wintergarten i Berlin. Filmprogrammen var cirka 15 minuter långa och visades som slutnummer i varieté. De filmtitlar för det ursprungliga programmet var: Italienischer Bauerntanz, Komisches Reck, Serpentintänzerin, Jongleur, Boxendes Känguruh, Akrobatisches Potpurri, Kamarinskaja, Ringkämfer och Apotheose. Varje filmsnutt var cirka 15 sekunder lång men genom upprepning blev det 30 sekunder.
Publiken och pressen var imponerade, bioskopet betecknades som ”moderna tidens intressantaste uppfinning” och en redaktör från Staatsbürger Zeitung skrev den 5 november 1895 bland annat: ”… momentfotografiet är inte stel utan levande. Fan vet hur han (Skladanowsky) bär dig åt.”
Om Skladanowsky och ett par andra samtida kulturpersonligheter har C-J Charpentier skrivit  "Stettin-Berlin-Szczecin - en litteratur-filmisk essä".

## Ur repertoaren
|  |  |  |  |

## Skladanowsky i Sverige
Efter sina visningar i Berlin besökte bröderna Skladanowsky olika städer i Europa för att demonstrera och marknadsföra sin apparat. Vid det tillfället kom de i augusti 1896 även till Stockholm där de visade små filmstumpar av varietékaraktär från Berlin. Platsen var Kristallsalongen på Stockholms Tivoli på Södra Djurgården.
Under sitt besök i Stockholm och på Djurgården arrangerade Max Skladanowsky även en filminspelning som han kallade Komische Begegnungen im Tiergarten zu Stockholm (Komiska förvecklingar på Djurgården i Stockholm). Han stod för regi, foto, manus, produktion, dramaturgi och övergripande ledning. Det kan tyckas mycket för en film som bara är en knapp en minut lång. Inspelningsplatsen var på Djurgårdsslätten utanför danssalongen Novilla, som låg direkt intill Stockholms Tivoli. Samtliga aktörer var skådespelare hämtade från Tivoli. Komiska förvecklingar på Djurgården i Stockholm  är den första spelfilmen som spelades in på svensk mark, men den visades aldrig i Sverige.

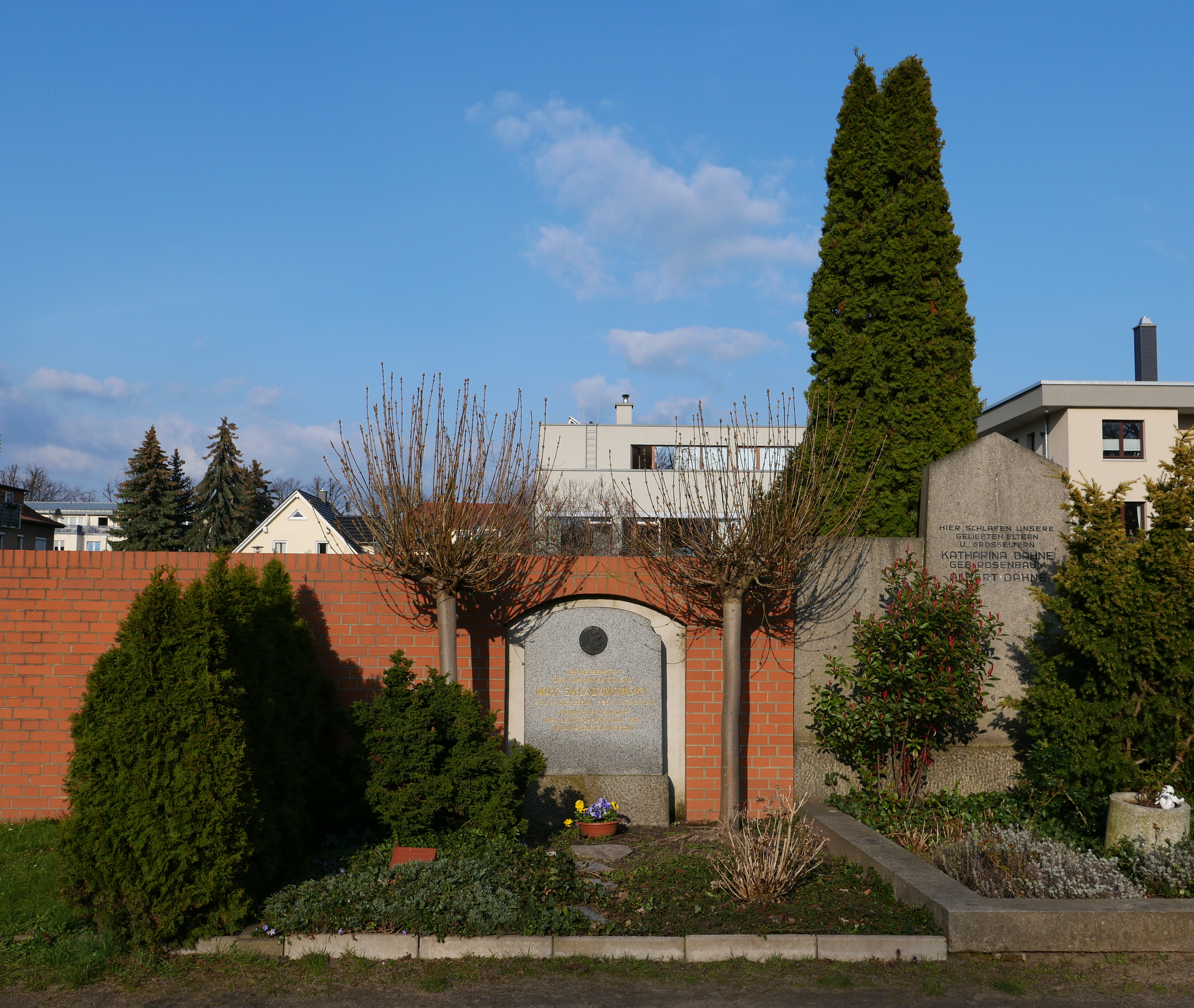
Skladanowskys hedersgrav i Berlin-Niederschönhausen.

## Slutet
Skladanowsky genomförde förbättringar på sin bioskop sedan han i december 1895 bevittnade Bröderna Lumières teknisk överlägsna kinematograf. Men det saknades kapital att vidareutveckla apparaten och 1897 följde den sista filmvisningen med bioskop. Under de följande åren kom det till en upphovsrättslig strid beträffande bioskopen mellan bröderna, som först 1930 reglerades till förmån för Max Skladanowsky.